# Alaria
Az Alaria a sárgásmoszatok törzsébe tartozó nemzetség.
Családjának a típusnemzetsége.

## Rendszerezés
A nemzetségbe az alábbi 17-21 faj tartozik:
- Alaria angusta Kjellman, 1889
- Alaria cordata Tilden, 1898
- Alaria costata Fallis
- Alaria crassifolia Kjellman, 1885
- Alaria crispa Kjellman, 1889
- Alaria dolichorachis
- Alaria elliptica Kjellman, 1883
- Alaria esculenta (Linnaeus) Greville, 1830 - típusfaj
- Alaria flagellaris Strömfelt, 1886
- Alaria fragilis De A.Saunders, 1901
- Alaria longipes (Ruprecht) De Toni, 1895
- Alaria macrophylla Miyabe, 1902
- Alaria marginata Postels & Ruprecht, 1840
- Alaria membranifolia Strömfelt
- Alaria oblonga Kjellman, 1883
- Alaria ochotensis Yendo, 1919
- Alaria paradisea (Miyabe & Nagai) Widdowson, 1972
- Alaria praelonga Kjellman, 1889
- Alaria pylaiei (Bory de Saint-Vincent) Greville, 1830
- Alaria remotifolia (De la Pylaie) Widdowson nom.prov.
- Alaria striata J.Agardh ineditae

Korábban még 22 másik taxonnév is idetartozott, azonban azok a fentiek szinonimáinak bizonyultak, vagy át lettek helyezve más nemzetségekbe.